# 牛角岭公园
23°10′9.01″N 113°26′32.73″E / 23.1691694°N 113.4424250°E
牛角岭公园（又称牛角岭湿地公园）是广东省广州市的一个公园，位于黄埔区广州科学城，科学大道以北、开泰大道以西、映日路东南，总用地面积15.8平方米，总投资为4115万元。其中公园周边西北边为广州科学城体育公园，西南角为广州地铁21号线科学城站。
因应21号线车站建设，公园西南角在2014年5月开始围蔽以进行地铁车站建设工程，直到2019年解除围蔽后进行回填复绿。